# 北店乡
北店乡，是中华人民共和国河北省保定市清苑区下辖的一个乡镇级行政单位。

## 行政区划
北店乡下辖以下地区：
牛庄村、南店村、冉河头村、北店村、南林水村、田各庄村、李八庄村、黄信庄村、田各庄屯村、西顾庄村、东林水村、中林水村、林水屯村和西林水村。